# 鳴門の根上りマツ

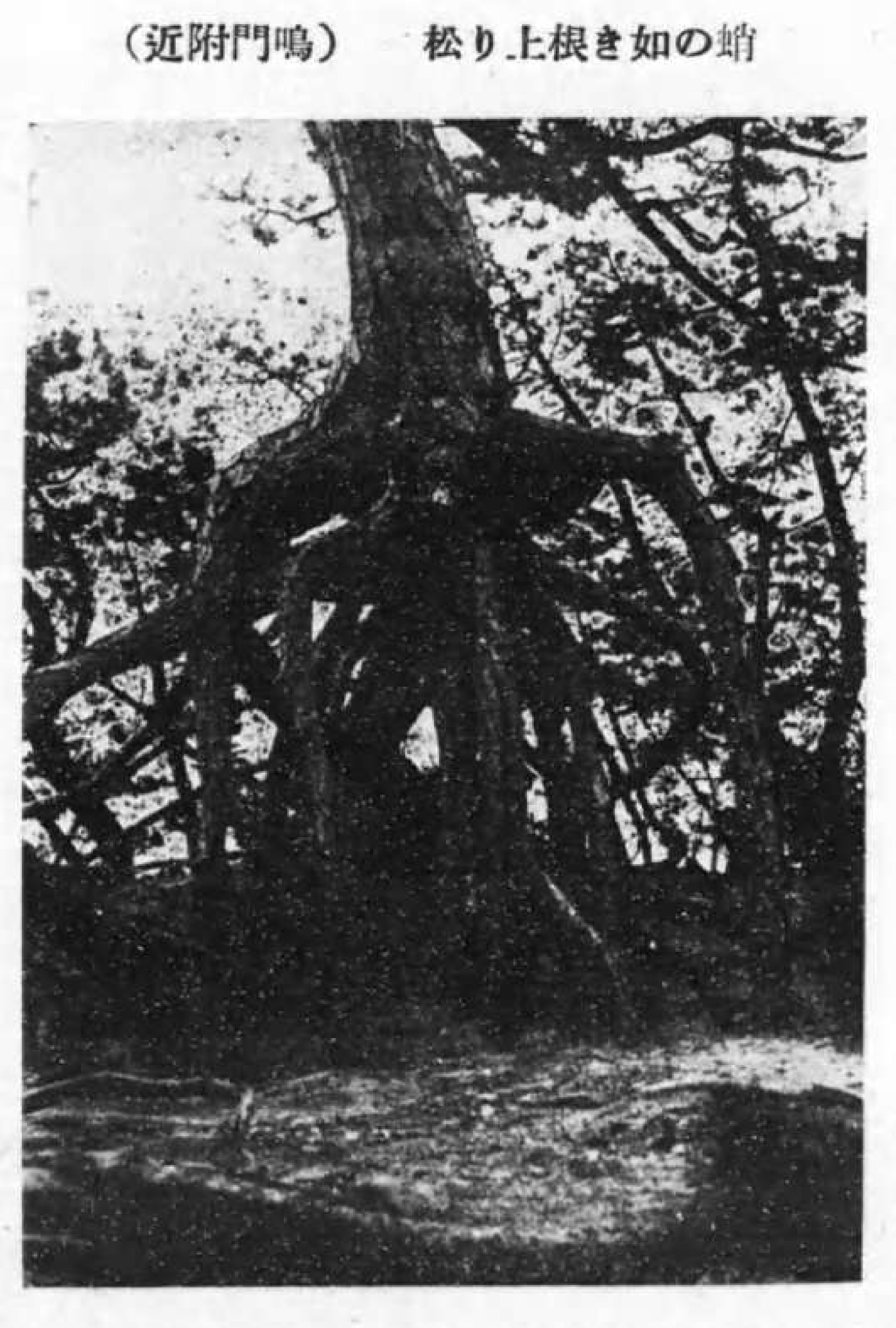
鳴門の根上りマツ（1936年）

鳴門の根上りマツ（なるとのねあがりマツ）は、徳島県鳴門市鳴門町土佐泊浦に生育していたクロマツの巨木である。砂丘上に生えたマツの根元の土砂が長年の風雨によって洗い流されて根が地上に露出したもので、推定の樹齢は200年から300年とされていた。1924年（大正13年）には国の天然記念物に指定され、1990年（平成2年）には「新日本名木100選」に選定されるなど代表的なマツの名木として知られていたが、1999年（平成11年）に枯死している。

## 由来
大毛島は鳴門市の北東部に位置する島で、神戸淡路鳴門自動車道が通り、大鳴門橋が淡路島との間に架かっている。神戸淡路鳴門自動車道の四国側最後の出口となる鳴門北インターチェンジの近くに、標高約60メートルほどの砂丘がある。砂丘の頂上まで登ると、20本余りの根を地上に露出させた1本のクロマツがそびえ立っていた。
この木が鳴門の根上りマツで、1999年（平成11年）発行の『巨樹・巨木 日本全国674本』では「まるでタコがつま先立ちして歩いているようなユニークな姿」と形容していた。根が地上に露出した部分は西側の垂直部分で約3メートル、東側の傘状に広がった部分が約5メートルあり、露出部の占有面積はおよそ30平方メートルに及んでいた。その名の由来となった「根上り現象」は、根元の土砂が長年の風雨によって洗い流された結果のものとされ、とりわけ海岸に近い砂地に生えたマツにしばしば発生することで知られる。1990年（平成2年）発行の『新 日本名木100選』によれば、推定の樹齢は200年から300年とされ、幹回りは2.5メートル、樹高は20メートルとされていた。
かつてこの木の周囲には、他にも根上り現象を呈するマツが生育していた。古くは砂丘上のクロマツ林の中に幹の太いものが8本、細いものが10本根上り状態となっていたという。1924年（大正13年）12月9日に史蹟名勝天然紀念物保存法（当時）に基づいて国の天然記念物に指定されたときには、3メートルもの根上り状態を呈するクロマツが8本近接していた。
天然記念物指定後の1934年（昭和9年）9月と1965年（昭和40年）の台風による水害によって、8本のうち6本が折損などで姿を消した。残った2本は根を交差させて寄り添うように生育していたが、そのうち1本は松くい虫の被害に遭って1980年（昭和55年）に枯死し、1本が残るだけとなった。
鳴門市教育委員会を始め地元の人々は、最後の1本を後世まで残そうと保護に手を尽くしていた。木の周囲には柵が設置され、松くい虫防除を目的とした消毒も定期的に行われた。1983年（昭和58年）には「日本の名松100選」に選定され、1990年（平成2年）に開催された「国際花と緑の博覧会」に合わせて企画された「新日本名木100選」では、徳島県から「由岐のヤマモモ」（海部郡美波町、徳島県指定天然記念物）、「加茂の大クス」（三好郡東みよし町、国の特別天然記念物）とともに選定され、この時点では樹勢も盛んであった。
しかし、度重なる台風被害や松くい虫の害によって樹勢は衰退し、1999年（平成11年）に枯死した。このため、2000年（平成12年）、文化財保護審議会は天然記念物の指定解除を答申し、同年9月6日付けで指定解除された。

## 交通アクセス
所在地
- 徳島県鳴門市鳴門町土佐泊浦大毛234-9-2

交通
- 神戸淡路鳴門自動車道鳴門北インターチェンジから車で約3分[4]。